# Bódis-hegy
A Bódis-hegy (Bodischberg, legmagasabb pontja 302 m) Felsőgalla jelképe, amely mintegy 90-100 méterrel magasodik a városrész fölé. A hegy elsősorban jó levegőjéről, védett élővilágáról, történelmi szerepet is betöltő részeiről ismert.

## Lakópark építése körüli vita
2007-ben jelentős vitát váltott ki a lakók és a helyi politikusok körében egy tervezett fejlesztés: egy holland befektető a területen 19 hektárt vásárolt fel, hogy ott 300 lakásból álló lakóparkot építsen. Az ellenzők főként a zaj növekedését, a friss levegő közelségének elvesztését, a forgalom élénkülését, a közösség megbontását, a természetvédelem semmibevételét és a terület idegen kézbe kerülését helytelenítették, illetve az önkormányzatra maradó terhekre hívták fel a figyelmet (új iskolák és szociális intézmények szükségessége). A beruházás pártolói Felsőgalla gazdasági fellendülését (munkahelyek teremtése, infrastrukturális fejlesztések) várták a beruházástól. A tiltakozás hatására a városvezetés népszavazást írt ki a területen. A véleménynyilvánító szavazáson végül a lakópark támogatói győzedelmeskedtek.